# Paenungulata
Clade
Taxons de rang inférieur
- †Ocepeia
- †Abdounodus[1]
- Hyracoidea
- Tethytheria

Les Paenungulata, aussi nommés Altungulata, forment un clade de mammifères regroupant les Tethytheria (éléphants et lamantins) et les Hyracoidea (damans).
On parle aujourd'hui plus volontiers des Paenungulata que des Altungulata, cette dernière appellation datant d'une époque où l'on pensait que le groupe incluait également les périssodactyles.

## Description et systématique
Il regroupait autrefois les périssodactyles, les hyracoïdes et les siréniens et proboscidiens. Les siréniens ont des traits morphologiques ressemblant à ceux des proboscidiens, ils avaient donc été rangés dans ce taxon. Les hyracoïdes, périssodactyles et proboscidiens ont en commun de marcher sur le bout d'un nombre impair de doigts sur les pattes arrière. Les caractéristiques morphologiques des pattes ont été utilisées dans la classification classique pour établir les liens de parenté, mais il s'avère que ces regroupements étaient abusifs. D'autre part on a noté l'absence de clavicule et que leur squelette présente 19 vertèbres thoraciques contre 12 pour les primates par exemple.
Des analyses génétiques ont montré que les périssodactyles et les autres groupes sont éloignés génétiquement parlant. Les critères morphologiques considérés sont donc davantage une convergence évolutive entre les proboscidiens et les autres familles que des critères de parenté.

### Phylogénie
Arbre phylogénétique des ordres de Afrotheria :
```
└─o 
Afrotheria

  ├─o 
Afroinsectiphilia

  │ ├─o
Afroinsectivora

  │ │ ├─o 
Afrosoricida

  │ │ └─o 
Macroscelidea

  │ └─o 
Tubulidentata

  └─o 
Paenungulata

    ├─o 
Hyracoidea

    └─o 
Tethytheria

      ├─o 
Behemota

      │ ├─o †
Desmostylia

      │ ├─o †
Embrithopoda

      │ └─o 
Proboscidea

      └─o 
Sirenia
```

### Ancienne conception
- ongulés
  - Altongulés
    - Périssodactyles
      - Mésaxoniens
      - Hyracoïdes

    - Téthythériens
      - Siréniens
      - Proboscidiens